# Becky (attrice)
Becky  (ベッキー?, Bekkī), pseudonimo di Rebecca Eri Ray Vaughan (レベッカ・英里・レイボーン?, Rebekka Eri Reibōn, a volte traslitterato Rebecca Eri Rabone; 6 marzo 1984), è un'attrice, cantante, modella e personaggio televisivo giapponese, rappresentata dall'agenzia Sun Music Productions.

## Biografia
Nata nella prefettura di Kanagawa da padre inglese e madre giapponese, iniziò a lavorare nel mondo dello spettacolo all'età di quindici anni nello show per bambini Ohasuta, divenendo in poco tempo molto popolare grazie a un segmento del programma nel quale leggeva i nomi in inglese dei vari personaggi dei Pokémon. Cominciò così ad apparire anche in altri varietà televisivi e spot pubblicitari, ottenendo nel frattempo delle piccoli parti come seiyū in diversi film e anime.
Nel 2008 fu scelta dalla compagnia aerea australiana Jetstar Airways per promuovere l'azienda nel territorio giapponese, risultando nello stesso anno il personaggio televisivo femminile con il maggior numero di pubblicità all'attivo, grazie alle apparizioni nelle réclame di quattordici diverse compagnie.
Nel gennaio 2016 Becky perse di colpo l'appoggio degli sponsor (vedendosi rescindere i contratti pubblicitari stipulati con le diverse aziende nel corso degli anni) a causa di una relazione con un uomo sposato, il cantante Enon Kawatani della band Gesu no Kiwami Otome. Il caso suscitò molto scalpore in Giappone e, come conseguenza, le sue apparizioni in TV diminuirono drasticamente, fino a un totale allontanamento dal mondo dello spettacolo nipponico. Prima di allora era stata una delle celebrità televisive più apprezzate in Giappone, per via del suo carattere solare e la sua immagine positiva, e una delle più famose attrici di spot pubblicitari del paese. Tornò in TV soltanto quattro mesi dopo, come ospite della trasmissione condotta da Masahiro Nakai Nakai Masahiro no kin'yōbi no smile-tachi e, prima di riprendere ad apparire regolarmente nelle varie trasmissioni nel luglio successivo.
Come altri tarento giapponesi, Becky ha anche recitato in vari film e pubblicato due album discografici, questi ultimi sotto il nome di Becky♪♯ (con una croma e un diesis raffigurati alla fine del nome).

## Vita privata
Fino al 2004 Becky deteneva la doppia nazionalità giapponese e britannica, ma rinunciò a quest'ultima una volta compiuti i vent'anni in virtù della legge sulla cittadinanza giapponese. Ha una sorella di nome Jessica che vive e studia danza a Los Angeles. È laureata in economia aziendale presso l'Asia University di Tokyo. Da febbraio 2019 è sposata con l'ex giocatore di baseball Yasuyuki Kataoka.

## Filmografia

### Cinema
- Noel (ノエル?, Noeru), regia di Tomonori Nashiki (2003)
- Makoto, regia di Ryōichi Kimizuka (2005)
- Hana yori dango F (花より男子F?), regia di Yasuharu Ishii (2008)
- Nodame Cantabile saishū gakushō - Zenpen (のだめカンタービレ 最終楽章 前編?), regia di Hideki Takeuchi (2009)
- Nodame Cantabile saishū gakushō - Kōhen (のだめカンタービレ 最終楽章 後編?), regia di Taisuke Kawamura (2010)
- Eight Ranger (エイトレンジャー?, Eitorenjā), regia di Yukihiko Tsutsumi (2012)
- Bokutachi no kōkan nikki (ボクたちの交換日記?), regia di Teruyoshi Uchimura (2013)
- Eight Ranger 2 (エイトレンジャー2?, Eitorenjā 2), regia di Yukihiko Tsutsumi (2014)

### Dorama
- Būsuka! Būsuka!! (ブースカ! ブースカ!!?), episodio 12 (TV Tokyo, 1999)
- Star Bows (スターボウヅ?, Sutā bōzu) (BS-i, 2000)
- Chura-san (ちゅらさん?) (NHK, 2001)
- Ultraman Cosmos (ウルトラマンコスモス?, Urutoraman Kosumosu), episodio 25 (TBS, 2001)
- Tsūhanman (ツーハンマン?) (TV Asahi, 2002)
- Boku no mahō tsukai (ぼくの魔法使い?) (NTV, 2003)
- Blue moshiku wa blue (ブルーもしくはブルー?, Burū moshiku wa burū) (NHK, 2003)
- Stand Up!! (スタンドアップ!!?, Sutando appu!!) (TBS, 2003)
- Victory! Footgirls no seishun (VICTORY!〜フットガールズの青春〜?, Vikutorī! Futtogāruzu no seishun) (Fuji TV, 2003)
- Ace o narae! (エースをねらえ!?, Ēsu o nerae!) (TV Asahi, 2004)
- Hikeshiya Komachi (火消し屋小町?) (NHK, 2004)
- Ichiban taisetsu na hito wa dare desu ka? (一番大切な人は誰ですか??) (NTV, 2004)
- Rondo (輪舞曲?) (TBS, 2006)
- Yoruō: Yaoh (夜王 〜YAOH〜?), episodio 3 (TBS, 2006)
- Toritsu mizushō! (都立水商!?) (NTV, 2006)
- Taiyō no uta (タイヨウのうた?) (TBS, 2006)
- Meitantei Conan 10 shūnen drama special - Kudō Shin'ichi e no chōsenjō - Sayonara made no prologue (名探偵コナン10周年ドラマスペシャル「工藤新一への挑戦状〜さよならまでの序章〜?, Meitantei Konan jū shūnen dorama supesharu - Kudō Shin'ichi e no chōsenjō ~Sayonara made no purorōgu~) (NTV, 2006)
- Anna-san no omame (アンナさんのおまめ?) (TV Asahi, 2006)
- Walkers - Maigo no otonatachi (ウォーカーズ〜迷子の大人たち?, Uōkāzu 〜 Maigo no otona-tachi) (NHK, 2006)
- Shinkansen girl (新幹線ガール?, Shinkansen gāru) (NTV, 2007)
- Nodame Cantabile in Europe - Shinshun special (のだめカンタービレin ヨーロッパ 新春SP?, Nodame Kantābire in Yōroppa Shinshun SP) (Fuji TV, 2008)
- Kochira Katsushika-ku Kameari kōen-mae hashutsujo (こちら葛飾区亀有公園前派出所?), episodio 1 (TBS, 2009)
- Mō kaette kita yo!! Kaibutsu-kun subete shinsaku special (もう帰って来たよ!! 怪物くん全て新作SP?) (NTV, 2010)
- Propose kyōdai: Umare-jun betsu otoko ga kekkon suru hōhō (プロポーズ兄弟〜生まれ順別 男が結婚する方法〜?, Puropōzu kyōdai 〜 Umare-jun betsu otoko ga kekkon suru hōhō 〜), episodio 4 (Fuji TV, 2011)
- Hanawake no yon shimai (華和家の四姉妹?), episodio 1 (TBS, 2011)
- Kaibutsu-kun shinsaku special! (怪物くん 新作SP!?) (NTV, 2011)
- Mikeneko Holmes no suiri (三毛猫ホームズの推理?, Mikeneko Hōmuzu no suiri), episodio 1 (NTV, 2012)
- Shomuni 2013 (ショムニ2013?) (Fuji TV, 2013)
- Saikō no omotenashi (最高のおもてなし?) (NTV, 2014)
- Matching Love (マッチング・ラブ?, Matchingu rabu) (TBS, 2014)

### Doppiaggio
- Donkey Kong Country (La Planète de Donkey Kong) (1999-2000) - voce di Dixie Kong
- Oswald (2001) - voce di Daisy
- Pokémon: Destiny Deoxys (劇場版ポケットモンスター アドバンスジェネレーション 裂空の訪問者 デオキシス?, Gekijōban Poketto Monsutā Adobansu Jenerēshon Rekkū no Hōmonsha Deokishisu), regia di Kunihiko Yuyama e Darren Dunstan (2004) - voce di Hitomi
- The Mask 2 (Son of the Mask), regia di Lawrence Guterman (2005) - voce di Tonya Avery (Traylor Howard)
- Pokémon: Lucario e il mistero di Mew (劇場版ポケットモンスター アドバンスジェネレーション ミュウと波導の勇者 ルカリオ?, Gekijōban Poketto Monsutā Adobansu Jenerēshon Myū to Hadō no Yūsha Rukario), regia di Kunihiko Yuyama e Darren Dunstan (2005) - voce di Kid Summers
- Pokémon Ranger e il Tempio del Mare (劇場版ポケットモンスターアドバンスジェネレーション ポケモンレンジャーと蒼海の王子 マナフィ?, Gekijōban Poketto Monsutā Adobansu Jenerēshon Pokemon Renjā to Umi no Ōji Manafi), regia di Kunihiko Yuyama (2006) - voce di Judy
- I Simpson - Il film (The Simpsons Movie), regia di David Silverman (2007) - voce di Lisa Simpson
- Mostri contro alieni (Monsters vs. Aliens), regia di Rob Letterman e Conrad Vernon (2009) - voce di Susan Murphy/Ginormica
- Tartarughe Ninja (Teenage Mutant Ninja Turtles), regia di Jonathan Liebesman (2014) - voce di April O'Neil (Megan Fox)

## Discografia

### Album
- 2010 – Kokoro no oshi
- 2012 – Kaze to melody

### Singoli
- 1999 – Sora tobu Pokémon kids
- 2002 – Densetsu no Stafy
- 2002 – Sarara
- 2002 – Horiken Size II
- 2005 – Hello! Thank You!
- 2006 – Himawari
- 2009 – Kokoro komete
- 2010 – Suki dakara
- 2010 – Emerald
- 2010 – Fuyuzora no Love Song
- 2011 – Good Lucky!!!!! (con i Greeeen)
- 2011 – Kaze no shirabe
- 2012 – Yakuri switch
- 2012 – My Friend: Arigatō

### Collaborazioni
- 2004 – Act4 (interpreta i brani Himawari, Deco Boco e Chocorate)
- 2006 – Tribute to Avril Lavigne: Master's Collection (interpreta il brano Sk8er Boi)
- 2009 – Yesterday Once More: Tribute to the Carpenters (interpreta il brano Sing)

## Televisione
- Ohasuta (おはスタ?) (TV Tokyo, 1999-2001)
- CDTV-Neo (TBS, 2000-2002)
- Warau inu (笑う犬?) (Fuji TV, 2001-2010)
- Nakai Masahiro no kin'yōbi no sumatachi e (中居正広の金曜日のスマたちへ?) (TBS, 2001-in corso)
- Under CDTV (TBS, 2002-2004)
- Pittanko kankan (ぴったんこカン・カン?) (TBS, 2003)
- Quiz! Kazoku de Go!! (クイズ!家族でGO!!?) (TBS, 2004)
- @Sapurizu (@サプリッ!?) (NTV, 2004-2005)
- Pokémon Sunday (ポケモン☆サンデー?) (TV Tokyo, 2004-2006)
- Hanamaru Market (はなまるマーケット?) (TBS, 2004-2008)
- Tensai! Shimura dōbutsuen (天才!志村どうぶつ園?) (NTV, 2004-in corso)
- Tabegoromanma! (たべごろマンマ!?) (NTV, 2005-2008)
- Gekkō ongakudan (月光音楽団?) (TBS, 2005-2010)
- Kiyoshi to kono yoru (きよしとこの夜?) (NHK, 2006-2008)
- Sekai no hate made itteQ! (世界の果てまでイッテQ!?) (NTV, 2007-in corso)
- Nippon jūdan okazu hakken! Route 88 (ニッポン縦断おかず発見!ルート88?) (NTV, 2008-2009)
- Nijiiro Jean (にじいろジーン?) (KTV, 2008-in corso)
- Kumepipo! Zettai aitai 1001-nin (クメピポ! 絶対あいたい1001人?) (TBS, 2009)
- Manten - Aozora Restaurant (満天☆青空レストラン?) (NTV, 2009)
- Waratte iitomo! (森田一義アワー 笑っていいとも!?) (NTV, 2009-2014)
- Million Dice (ミリオンダイス?) (NTV, 2010-2011)
- Happy Music (ハッピーMusic?) (NTV, 2010-2013)
- Live B (ライブB♪?) (TBS, 2010-in corso)
- Ariehen sekai wa yomanai (ありえへん∞世界?) (TV Tokyo, 2010-in corso)
- Takara sagashi adventure nazo toki battle tore! (宝探しアドベンチャー 謎解きバトルTORE!?) (NTV, 2011-2013)
- Quiz 80 (クイズ80?) (NTV, 2012)
- Ningen kansatsu variety monitoring (ニンゲン観察バラエティ モニタリング?) (TBS, 2012-in corso)
- Akamaru! Scoop kōshien (赤丸!スクープ甲子園?) (NTV, 2013)
- Ainori (Fuji TV, 2017-2018)